# Brennerhof (Gemeinde Bad Großpertholz)
Brennerhof ist eine Rotte in der Marktgemeinde Bad Großpertholz im Bezirk Gmünd in Niederösterreich.

## Geografie
Es handelt sich bei der südlich von Großpertholz situierten Ortslage um einen ehemaligen Meierhof, der später mit weiteren Gebäuden und im 20. Jahrhundert mit einem Sägewerk erweitert wurde. Brennerhof ist über die Gmünder Straße erreichbar.

## Geschichte
Der Name ist auf Brandrodungen zurückzuführen, die vermutlich im Zusammenhang mit einer früheren Glashütte zu sehen sind. Tatsächlich konnten hinter dem Meierhof deren Grundmauern freigelegt werden. Die Glashütte wurde 1599 aufgelassen und 1601 nach Reichenau verlegt. Der Meierhof ist seit 1769 in den ehemaligen Herrschaftsakten nachweisbar und im Franziszeischen Kataster von 1823 wird der Brennerhof als um einen Innenhof ausgebaute Anlage ausgewiesen. In Folge der Theresianischen Reformen wurde der Ort dem Kreis Ober-Manhartsberg unterstellt und nach dem Umbruch 1848 war er bis 1867 dem Amtsbezirk Weitra zugeteilt. Seit 1850 gehören sämtliche Gebäude der Gemeinde Großpertholz an. Laut Adressbuch von Österreich waren im Jahr 1938 in Brennerhof ein Gastwirt, ein Gemischtwarenhändler, ein Schweinehändler und ein Tischler ansässig.